# Odin stjæler skjaldemjøden
Odin stjæler skjaldemjøden er en fortælling fra den nordiske mytologi. Odin er den øverste gud og er kendt for at tage på rejser forklædt og under falsk navn, så ingen kan genkende ham.
I myten om, hvordan det lykkedes Odin at stjæle skjaldemjøden, kaldte han sig Bølværk. 
Odin dræbte jætten Bauges ni karle og tilbød Bauge sin hjælp med høsten. Da han forsikrede Bauge om, at han kunne arbejde for alle ni, indvilgede Bauge øjeblikkeligt, og Bølværk arbejdede til hele høsten var i hus. 
Bølværk bad da om sin løn, som var en slurk af Kvasers blod, der skulle give en vidunderlig rus. Bauge var ikke meget for at hjælpe, da han vidste, hvor meget jætten Suttung passede på den, men da Bølværk havde arbejdet for ham så længe, var det vel kun rimeligt. 
Bauge lod sig derfor overtale til at bore et hul gennem Hnitbjerget til den smukke Gunlød, der vågede over drikken. Dertil brugte han boret Rate. Da hullet var boret, forvandlede Bølværk sig straks til en slange, så han kunne krybe gennem hullet, og Bauge opdagede straks, at Bølværk var Odin. Bauge forsøgte at spidde Odin, men han var allerede sluppet igennem.
Odin lå tre nætter hos Gunlød, og hver nat lod hun ham drikke af mjøden. Hvad hun ikke vidste var at Odin tømte alle beholderne – først Odrører, så Boden og til sidst Son - og havde tømt det hele. Odin flygtede og gylpede drikken op. Den gærede og blev til Skjaldemjøden.